# Dopolavoro Interaziendale Italo Gambacciani Sezione Calcio 1940-1941
Questa voce raccoglie le informazioni riguardanti il Dopolavoro Interaziendale Italo Gambacciani Sezione Calcio nelle competizioni ufficiali della stagione 1940-1941.

## Rosa
| N. |                   | Ruolo | Calciatore        |
| -- | ----------------- | ----- | ----------------- |
|    | Italia (bandiera) | D     | V. Bachini        |
|    | Italia (bandiera) | P     | Gino Baggiani     |
|    | Italia (bandiera) | C     | Giuseppe Bellucci |
|    | Italia (bandiera) | C     | A. Berlincioni    |
|    | Italia (bandiera) | A     | E. Caciolli       |
|    | Italia (bandiera) | C     | Emilio Cantini    |
|    | Italia (bandiera) | D     | Mauro Cecchi      |
|    | Italia (bandiera) | D     | Ferrero Giani     |
|    | Italia (bandiera) | A     | Luciano Innocenti |
|    | Italia (bandiera) | A     | A. Lami           |
|    | Italia (bandiera) | A     | Dino Lazzeri      |
|    | Italia (bandiera) | D     | Mario Leoni       |
|    | Italia (bandiera) | A     | A. Lucchi         |
|    | Italia (bandiera) | A     | Maurico Manetti   |

| N. |                   | Ruolo | Calciatore             |
| -- | ----------------- | ----- | ---------------------- |
|    | Italia (bandiera) | P     | B. Mazzantini          |
|    | Italia (bandiera) | A     | Mario Monti            |
|    | Italia (bandiera) | C     | Giulio Moriani         |
|    | Italia (bandiera) | C     | Franco Pacini          |
|    | Italia (bandiera) | D     | Dino Pagliai           |
|    | Italia (bandiera) | C     | Lido Parri             |
|    | Italia (bandiera) | D     | Luciano Patalani       |
|    | Italia (bandiera) | A     | Romano Piccinini       |
|    | Italia (bandiera) | D     | Hervè Romboli          |
|    | Italia (bandiera) | D     | Ulrico Sani            |
|    | Italia (bandiera) | P     | G. Striuli             |
|    | Italia (bandiera) | P     | Raffaello Testaferrata |
|    | Italia (bandiera) | D     | Roberto Viti           |
|    | Italia (bandiera) | A     | L. Zari                |